# تريفور هورن (سياسي)
تريفور هورن هو سياسي كندي، ولد في 24 مارس 1991 بإدمونتون في كندا. حزبياً، نشط في Alberta New Democratic Party ‏. وقد انتخب عضو الجمعية التشريعية ألبرتا عن دائرة Spruce Grove-St. Albert ‏ خلال فترته النيابية ‏.